# Zgromadzenie Sióstr Pasterek od Opatrzności Bożej

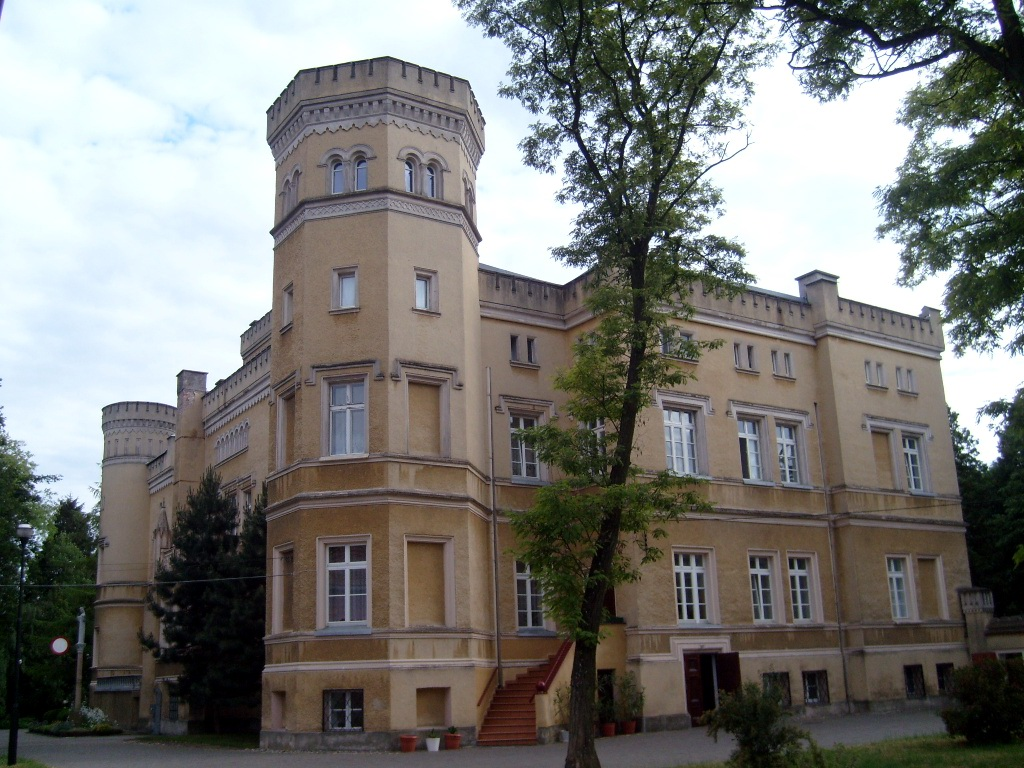
Dom generalny Zgromadzenia w Jabłonowie Pomorskim w neogotyckim pałacu Narzymskich

Zgromadzenie Sióstr Pasterek od Opatrzności Bożej – polskie zgromadzenie zakonne na prawie papieskim założone przez bł. Marię Karłowską.
Zgromadzenie pomaga samotnym matkom i ich dzieciom poprzez budowanie dla nich schronisk. Siostry zakonne służą również jako pielęgniarki w szpitalach i zakładach opiekuńczo-leczniczych. Angażują się w posługę duszpasterską Kościoła katolickiego przez pracę katechetyczną i parafialną.